# (1789) Dobrovolsky
(1789) Dobrovolsky – planetoida z grupy pasa głównego planetoid okrążająca Słońce w ciągu 3 lat i 108 dni w średniej odległości 2,21 au. Została odkryta 19 sierpnia 1966 roku w Krymskim Obserwatorium Astrofizycznym w Naucznyj na Półwyspie Krymskim przez Ludmiłę Czernych. Nazwa planetoidy pochodzi od Gieorgija Dobrowolskiego (1928-1971), radzieckiego kosmonauty. Przed nadaniem nazwy planetoida nosiła oznaczenie tymczasowe (1789) 1966 QC.